# John Alphonsus Ryan
John Alphonsus Ryan SPS (ur. 27 grudnia 1952 w Tipperary) – irlandzki duchowny rzymskokatolicki posługujący w Malawi, w latach 2016–2025 biskup Mzuzu.

## Życiorys
Święcenia kapłańskie otrzymał 18 czerwca 1978 w Zgromadzeniu dla Misji Zagranicznych św. Patryka. Po święceniach został wysłany do Malawi i pracował duszpastersko w diecezji Mzuzu. Był m.in. nauczycielem w szkole średniej i niższym seminarium diecezjalnym oraz kapelanem i wykładowcą na uniwersytecie w Mzuzu.
26 kwietnia 2016 został mianowany biskupem Mzuzu. Sakry biskupiej udzielił mu 27 sierpnia 2016 bp Martin Anwel Mtumbuka.
1 kwietnia 2025 papież przyjął jego rezygnację z pełnionego urzędu.